# Good Morning, Vietnam
Good Morning, Vietnam – amerykańska komedia wojenna z 1987 roku w reżyserii Barry’ego Levinsona.

## Fabuła
Trwa wojna w Wietnamie, Adrian Cronauer (Robin Williams) przybywa do Wietnamu jako prezenter radiowy American Forces Network, by umilić czas żołnierzom. Audycja, którą zaczyna prowadzić, szybko zyskuje uznanie prostych żołnierzy, ale nie spotyka się ze zrozumieniem u przełożonych.
W niedługim czasie zyskuje opinię przeciwnego wojnie radiowca. W 1965 roku, w Sajgonie, gdy świat pędzi ku szaleństwu, jego niekonwencjonalny sposób prowadzenia audycji sprawia, że żołnierze go uwielbiają, a dowódcy nienawidzą. Istnieje bowiem uzasadniona obawa, że zbyt atrakcyjna audycja zamiast podnieść morale żołnierzy (a takie było pierwotne założenie) przyczyni się do zbytniego rozluźnienia dyscypliny.

## Obsada
- Adrian Cronauer „A2C” – Robin Williams
- Edward Montesque Garlick – Forest Whitaker
- Tuan – Tung Thanh Tran
- Trinh – Chintara Sukapatana
- Steven Hauk – Bruno Kirby
- Marty Lee Dreiwitz – Robert Wuhl
- Phillip 'Dick' Dickerson – J.T. Walsh
- Generał Maxwell Taylor – Noble Willingham
- Szeregowiec Abersold – Richard Edson
- Sierżant Phil McPherson – Juney Smith
- Dan Levitan – Richard Portnow
- Eddie Kirk – Floyd Vivino
- Jimmy Wah – Cu Ba Nguyen
- Sierżant cenzurujący – Dan Stanton
- Żandarm wojskowy – Danny Aiello
- Żandarm wojskowy – John Marshall Jones
- Kapelan Noel – Ralph Tabakin

## Ekipa
- Reżyseria – Barry Levinson
- Scenariusz – Mitch Markowitz
- Zdjęcia – Peter Sova
- Montaż – Stu Linder
- Muzyka – Alex North
- Scenografia – Roy Walker
- Kostiumy – Keith Denny
- Dekoracja wnętrz – Tessa Davies
- Dyrektor artystyczny – Steve Spence
- Casting – Louis DiGiaimo
- Dźwięk – Bill Phillips
- Produkcja – Larry Brezner, Mark Johnson

## Produkcja
Zdjęcia kręcono w Tajlandii (Bangkok, wyspa Phuket).

## Nagrody
- 1988 – Robin Williams Złoty Glob najlepszy aktor w komedii lub musicalu
- 1988 – Robin Williams (nominacja) Oscar najlepszy aktor
- 1989 – Robin Williams (nominacja) BAFTA najlepszy aktor